# Okres Mallakastër
Okres Mallakastër (albánsky Rrethi i Mallakastrës) je okres v Albánii v kraji Fier. Má 40 000 obyvatel(2004, odhad) a rozlohu 325 km². Nachází sa na jihu Albánie a jeho hlavním městem je Ballsh.